# MC Tuto
Emerson Teixeira Muniz (São Paulo, 9 de julho de 2000), mais conhecido como MC Tuto, é um cantor e compositor brasileiro. Recebeu maior reconhecimento por participar do "The Box Medley Funk 2", e pela sua música "Barbie". É um dos artistas mais populares do Brasil em 2025 de acordo com a lista de Billboard Artistas 25.

## Biografia
Muniz foi criado na região de Ermelino Matarazzo, começou sua trajetória na zona leste de São Paulo. Antes do sucesso na música, Tuto sonhava em ser jogador de futebol. Até os 14 anos, ele estava focado na carreira como atleta e chegou a fazer peneira em clubes como o Juventus. Apesar do sucesso no funk, nessa época, Tuto escutava sertanejo, muito por influência da mãe. Mas um dia gostou de uma música do MC Menor da VG e investiu no estilo. Tuto chegou a trabalhar na padaria, no lava rápido e entregou panfleto antes da carreira deslanchar.

## Discografia

### Álbuns de estúdio
- O Tempo é Cura (2024)
- 2T Na Levada (2024)
- Levada do 2T (2025)